# Va por vos, para vos
Va por vos, para vos es el primer hit exitoso del grupo,  compuesta por Miguel Mateos y forma parte del repertorio de ZAS, Es la segunda canción de ZAS, album debut del grupo.

## Significado
Miguel consideraba que durante varios años la Argentina estuvo callada y la falta de expresarse en un nivel adecuado, llevó a Miguel escribir este tema que tuvo gran éxito y está dentro de muchísimas obras.

## Sencillo
| Lado A |                        |          |  |
| N.º    | Título                 | Duración |  |
| 1.     | «Va por vos, para vos» | 5:00     |  |

| Lado B |              |          |  |
| N.º    | Título       | Duración |  |
| 1.     | «Ochentango» | 3:44     |  |
| 8:44   |              |          |  |

- Datos: Q17274873